# Henry Thynne, 3. Marquess of Bath

Wappen der Marquess of Bath

Henry Frederick Thynne, 3. Marquess of Bath (* 24. Mai 1797; † 24. Juni 1837 in Longleat) war ein britischer Adliger, Politiker und Marineoffizier.

## Herkunft und Karriere in der Royal Navy
Henry Thynne war der zweite Sohn von Thomas Thynne, 2. Marquess of Bath, und von Isabella Elizabeth Byng, einer Tochter von George Byng, 4. Viscount Torrington. Er besuchte zunächst mit seinem Bruder John das Eton College und trat 1810 als Freiwilliger der Royal Navy bei und diente auf der HMS Royal William. Nach seiner Übernahme als Midshipman diente er auf den Schiffen HMS Fortune, HMS Tigre, HMS Royal George, HMS Blake, HMS Malta, HMS Impregnable, HMS Royal Sovereign and HMS Tennant, ehe er am 7. August 1816 zum Lieutenant befördert wurde. Als Lieutenant diente auf der Ganymede, HMS Active, HMS Cambrian und HMS Glasgow, ehe er im Mittelmeer und in Ostindien auf der HMS Tagus und der HMS Alacrity diente, dessen Kapitän Henry Stanhope ihn schließlich zur Beförderung vorschlug. Am 9. Juni 1821 wurde er als Commander Kommandant der Sloop HMS Frolic. 1822 wurde er zum Captain befördert und wurde am 30. Juli Kommandant der Fregatte HMS Termagant, womit er im September 1822 nach Indien aufbrach, nach seiner Ankunft jedoch zurückbeordert wurde und bei seiner Rückkehr am 7. September 1823 auf Halbsold gesetzt wurde. Seine Karriere diente dem Abgeordneten Joseph Hume als Beispiel für die Patronage in der Royal Navy. Er warf Thynne vor, nur durch den Rang seines Vaters, der im Juli 1823 in den Hosenbandorden aufgenommen worden war, und trotz seiner Fehler und Unerfahrenheit zum Captain befördert worden zu sein.

## Politische Karriere
Thynne wurde nun selbst im Februar 1824 als Abgeordneter für das als rotten borough geltende Weobley gewählt, nachdem sein Cousin Lord Frederick Cavendish Bentinck auf das dortige Mandat verzichtet hatte. Am 22. März 1824 trat er sein Mandat im House of Commons an. Wie sein Vater und sein Onkel John Thynne blieb er jedoch ein unauffälliger Abgeordneter, der keine Reden hielt und die Politik der Regierung unterstützte. Er weigerte sich jedoch, entgegen den Interessen seiner traditionell anglikanischen Familie, gegen die Katholikenemanzipation zu stimmen und nahm an der Abstimmung nicht teil.
Am 11. März 1825 wurde er zum Kommandanten der Fregatte HMS Ranger ernannt, die mehrere Diplomaten nach Südamerika bringen und anschließend Vermessungsarbeiten vornehmen sollte. Er verließ mit dem Schiff am 10. Juli 1825 Portsmouth, sein Nachfolger als Abgeordneter wurde sein Bruder William. Im März 1828 wurde er nach Großbritannien zurückbeordert und erreichte von Rio de Janeiro aus mit einer aus Gold und Diamanten im Wert von 1,2 Mio. Dollar bestehenden Fracht am 11. Juni 1828 wieder Portsmouth. Unmittelbar nach seiner Rückkehr wurde er in Weobley erneut als Abgeordneter gewählt, worauf er freiwillig Halbsold beantragte. Am 6. Juli 1828 wurde er zum Royal Corps of Signals versetzt, leistete aber keinen aktiven Dienst mehr.
Im House of Commons stimmte er gegen die aus Wiltshire vorgebrachte antikatholische Petition und stimmte im März 1829 der nun angenommenen Katholikenemanzipation zu. Im August 1830 wurden er und sein Bruder William als Abgeordnete für Weobley wiedergewählt. Im House of Commons stimmte er gegen eine Wahlkreisreform, durch die sein Wahlkreis aufgelöst werden sollte. Seine Trunksucht sorgte inzwischen nicht nur in seiner Familie für Gerede, nachdem er am 22. März 1831 stark angetrunken aus dem Parlament gebracht werden musste. Dennoch wurde er im April 1831 zusammen mit seinem Bruder Edward erneut als Abgeordneter für Weobley gewählt. Er blieb bis zuletzt ein Gegner der Wahlkreisreform, durch die er schließlich 1832 sein Abgeordnetenmandat verlor. Anschließend zog er sich aus dem öffentlichen Leben zurück.

## Marquess of Bath
Als sein ältester Bruder Thomas im Januar 1837 überraschend starb, ohne einen Erben zu hinterlassen, wurde er zum Heir apparent seines Vaters und führte als solcher den Höflichkeitstitel Viscount Weymouth. Sein Vater starb bereits am 27. März 1837, wodurch er dessen umfangreichen Ländereien sowie dessen Titel als 3. Marquess of Bath erbte. Er starb jedoch selbst überraschend nur drei Monate später und wurde in Longbridge Deverill begraben. Sein früher Tod verhinderte die Aufteilung des Besitzes, die sein Vater testamentarisch verfügt hatte, da er die Besitzungen zur Versorgung seiner Witwe, die nicht erneut heiratete, bestimmte. Erst nach deren Tod am 2. Januar 1892 konnte das Testament seines Vaters ausgeführt werden.

## Familie und Nachkommen
Am 19. April 1830 hatte er Harriet Baring, eine Tochter des Politikers Alexander Baring, 1. Baron Baring, aus dessen Ehe mit Anne Louise Bingham, geheiratet. Aus der Ehe hatte er zwei Söhne und zwei Töchter:
- John Alexander Thynne, 4. Marquess of Bath (1831–1896)
- Lord Henry Frederick Thynne (1832–1904)
- Lady Louisa Isabella Harriet Thynne († 1919) ⚭ Sir Percy Robert Basil Feilding
- Lady Alice Thynne († 1847)

Den Großteil der Ländereien und seine Titel erbte sein ältester Sohn John. Sein zweiter Sohn Henry war von 1859 bis 1885 Abgeordneter für Wiltshire South im House of Commons.